# Porosana micralis
Porosana micralis là một loài bướm đêm trong họ Noctuidae.